# (2120) Tyumenia
(2120) Tyumenia (1967 RM; 1941 WS; 1971 KA) ist ein Asteroid des äußeren Hauptgürtels, der am 9. September 1967 von Tamara Michailowna Smirnowa am Krim-Observatorium entdeckt wurde.

## Benennung
Der Asteroid wurde nach der Oblast Tjumen (damals in der Sowjetunion, heute in Russland gelegen) benannt.